# Alberto Collo
Alberto Collo (Piobesi Torinese, 6 luglio 1883 – Torino, 7 maggio 1955) è stato un attore italiano.

## Biografia
Iniziò come attore dialettale nella compagnia di Dante Testa, dove nel 1908 venne notato da Arturo Ambrosio che lo scritturò per la propria casa cinematografica, la Ambrosio Film. Nel 1909 passò alla Itala Film, che lo scritturò per interpretare ruoli femminili macchiettistici al fianco di Cretinetti, e nel 1911 alla neonata Savoia Film in ruoli da "cattivo". Successivamente alla Cines, alla Celio Film, una casa cinematografia alle dipendenze della stessa Cines, alla Tiber Film, alla Fert e all'Alba Film.
Tra il 1912 e il 1924 fu uno dei protagonisti del cinema muto italiano in ruoli di amoroso, diretto da registi come Baldassarre Negroni, Mario Almirante, Guido Brignone e Augusto Genina, al fianco di colleghi come Emilio Ghione, Oreste Bilancia e con alcune delle più conosciute dive del periodo: Francesca Bertini, Hesperia, Leda Gys, Diomira Jacobini, Maria Jacobini, Italia Almirante Manzini. Nel 1915 ebbe una parte anche in quello che è considerato uno dei film di maggiore successo del cinema muto italiano: Assunta Spina.

Alberto Collo ricoverato in ospedale poco prima della morte, intervistato dal radiocronista Rai Mario Pogliotti

Nel 1925, con la crisi degli studi Fert rilevati poi da Stefano Pittaluga, Alberto Collo abbandonò il mondo della celluloide partecipando solo sporadicamente a qualche produzione (tra il 1926 e il 1939 il suo nome compare nel cast di quattro film). Nel 1928, tornato a Torino, fu scritturato nella compagnia di riviste di Dedè di Landa con Macario ancora agli inizi, poi con Emilio Ghione per le proiezioni de Il fornaretto di Venezia, al termini delle quali Collo e Ghione si esibivano in alcune scenette comiche.
Nel 1931 ritornò al teatro dialettale con la compagnia "La Stabile di Torino".
Nel dopoguerra, tra il 1950 e il 1954, ottiene delle piccole parti in alcuni film tra cui Arrivano i nostri di Mario Mattoli, dopodiché malato, senza lavoro, nella più completa indigenza, viene soccorso dalla trasmissione radiofonica Ciak che apre una sottoscrizione a favore dell'attore, arrivano presso la redazione offerte, regali,  assegni e vaglia sino alla raccolta di 400.000 lire, inoltre la Presidenza della Repubblica si attivò perché Collo venisse ricoverato con urgenza in un ospedale torinese per le cure di cui aveva bisogno, anche se non saranno sufficienti per guarirlo.
Morì a Torino nel 1955.

## Filmografia
- Il delitto della brughiera, regia di Ernesto Maria Pasquali (1909)
- Idillio tragico, regia di Baldassarre Negroni (1912)
- Chi di spada ferisce (1912)
- La zia Bettina (1912)
- Cuore d'acciaio (1912)
- Tragico amore, regia di Baldassarre Negroni (1912)
- Tutto si accomoda, regia di Baldassarre Negroni (1912)
- Panne d'auto, regia di Baldassarre Negroni (1912)
- Lagrime e sorrisi, regia di Baldassarre Negroni (1912)
- L’avvoltoio, regia di Baldassarre Negroni (1912)
- Terra promessa, regia di Baldassarre Negroni (1913)
- Per la sua gioia, regia di Baldassarre Negroni (1913)
- Ninì Verbena, regia di Baldassarre Negroni (1913)
- Vigilia di Natale, regia di Baldassarre Negroni (1913)
- La dama di picche, regia di Baldassarre Negroni (1913)
- La bufera, regia di Baldassarre Negroni (1913)
- L'albero che parla (1913)
- Per il blasone, regia di Baldassarre Negroni (1913)
- La madre, regia di Baldassarre Negroni (1913)
- La cricca dorata, regia di Baldassarre Negroni (1913)
- L'ultimo atout, regia di Baldassarre Negroni (1913)
- Il veleno delle parole, regia di Baldassarre Negroni (1913)
- La maestrina o L'arma dei vigliacchi, regia di Baldassarre Negroni (1913)
- Il circolo nero (1913)
- Idolo infranto, regia di Emilio Ghione (1913)
- Tramonto, regia di Baldassarre Negroni (1913)
- La gloria, regia di Baldassarre Negroni (1913)
- Il club delle maschere nere (1913)
- La suocera (1913)
- Il Natale del marinaio (1913)
- La donna altrui, regia di Baldassarre Negroni (1913)
- Amor sacro e amor profano (1913)
- Amore e automobilismo (1913)
- La collana di diamanti (1913)
- Un divorzio (1914)
- Nel paese dell'oro (1914)
- Amore bendato (1914)
- L'amazzone mascherata, regia di Baldassarre Negroni (1914)
- L'oro maledetto, regia di Ivo Illuminati (1914)
- La canzone di Werner, regia di Maurizio Rava (1914)
- Burrasca a ciel sereno (1914)
- La mia vita per la tua!, regia di Emilio Ghione (1914)
- Per la sua pace, regia di Emilio Ghione (1915)
- Nelly la gigolette, regia di Emilio Ghione (1915)
- L'ultimo dovere, regia di Emilio Ghione (1915)
- Don Pietro Caruso, regia di Emilio Ghione (1915)
- Tresa, regia di Emilio Ghione (1915)
- Le memorie sacre, regia di Emilio Ghione (1915)
- Gespay, fantino e gentiluomo, regia di Emilio Ghione (1915)
- Guglielmo Oberdan, il martire di Trieste, regia di Emilio Ghione (1915)
- Ciceruacchio (Martire del piombo austriaco), regia di Emilio Ghione (1915)
- La signora dalle camelie, regia di Baldassarre Negroni (1915)
- Il capestro degli Asburgo, regia di Gustavo Serena (1915)
- Spine e lacrime, regia di Emilio Ghione (1915)
- Assunta Spina, regia di Francesca Bertini e Gustavo Serena (1915)
- La banda delle cifre, regia di Emilio Ghione (1915)
- Sposa nella morte!, regia di Emilio Ghione (1915)
- Rugiada di sangue, regia di Baldassarre Negroni (1915)
- Il naufragatore, regia di Emilio Ghione (1915)
- Marcella, regia di Baldassarre Negroni (1915)
- Storia... eterna, regia di Ettore Mazzanti (1916)
- Pierrette ne fa una delle sue, regia di Felice Metellio (1916)
- La morsa, regia di Emilio Ghione (1916)
- Il pazzo della roccia, regia di Felice Metellio (1916)
- Mater purissima (1916)
- Caccia ai milioni, regia di Baldassarre Negroni (1916)
- Il mistero di una notte di primavera, regia di Baldassarre Negroni (1916)
- Alla Capitale!, regia di Gennaro Righelli (1916)
- Dolore senza gioia (1916)
- Sulla strada maestra, regia di Ignazio Lupi (1916)
- L'enfant de l'amour, regia di Emilio Ghione (1916)
- Jou-Jou, regia di Baldassarre Negroni (1916)
- Il potere sovrano, regia di Baldassarre Negroni e Percy Nash (1916)
- Come le foglie, regia di Gennaro Righelli (1916)
- La cuccagna, regia di Baldassarre Negroni (1917)
- Gli onori della guerra, regia di Baldassarre Negroni (1917)
- Lagrime, regia di Emilio Ghione (1917)
- Demonietto, regia di Gennaro Righelli (1917)
- Quando il sole tramonta, regia di Gennaro Righelli (1917)
- Il bacio dell'arte (1917)
- Camere separate, regia di Gennaro Righelli (1917)
- La signora Arlecchino, regia di Mario Caserini (1918)
- La sfinge, regia di Mario Caserini (1918)
- Duecento all'ora, regia di Gennaro Righelli (1918)
- Mademoiselle Pas-Chic, regia di Gennaro Righelli (1918)
- Venti giorni all'ombra, regia di Gennaro Righelli (1918)
- Trittico italiano (1918)
- Anima tormentata, regia di Mario Caserini (1919)
- Le tre primavere, regia di Alfredo De Antoni (1919)
- Israël, regia di André Antoine (1919)
- Le avventure di Doloretta, regia di Gennaro Righelli (1919)
- Le avventure di Bijou, regia di Augusto Genina (1919)
- La vergine folle, regia di Gennaro Righelli (1920)
- Le gioie del focolare, regia di Baldassarre Negroni (1920)
- L'innamorata, regia di Gennaro Righelli (1920)
- La donna perduta, regia di Guglielmo Zorzi (1921)
- La sconosciuta, regia di Bianca Virginia Camagni e Tito Spagnol (1921)
- L'isola della felicità, regia di Luciano Doria (1921)
- La statua di carne, regia di Mario Almirante (1921)
- Il silenzio, regia di Luciano Doria (1921)
- La maschera del male, regia di Mario Almirante (1922)
- L'inafferrabile, regia di Mario Almirante (1922)
- Il controllore dei vagoni letto, regia di Mario Almirante (1922)
- Sogno d'amore, regia di Gennaro Righelli (1922)
- La storia di Clo-Clo, regia di Luciano Doria (1923)
- La piccola parrocchia, regia di Mario Almirante (1923)
- Il fornaretto di Venezia, regia di Mario Almirante (1923)
- I Foscari, regia di Mario Almirante (1923)
- Le sorprese del divorzio, regia di Guido Brignone (1923)
- L'ombra, regia di Mario Almirante (1923)
- L'arzigogolo, regia di Mario Almirante (1924)
- Maciste e il nipote d'America, regia di Eleuterio Rodolfi (1924)
- Largo alle donne!, regia di Guido Brignone (1924)
- Saetta impara a vivere, regia di Guido Brignone (1924)
- La taverna verde, regia di Luciano Doria (1924)
- Treno di piacere, regia di Luciano Doria (1924)
- Voglio tradire mio marito, regia di Mario Camerini (1925)
- Maciste nella gabbia dei leoni, regia di Guido Brignone (1926)
- Redenzione d'anime, regia di Silvio Laurenti Rosa (1928)
- Villafranca, regia di Giovacchino Forzano (1934)
- Conquistatori d'anime, regia di Renzo Chiosso e Felice Minotti (1936)
- Naufraghi, regia di Silvio Laurenti Rosa (1939)
- Guglielmo Tell, regia di Giorgio Pàstina (1948)
- Il bivio, regia di Fernando Cerchio (1951)
- Arrivano i nostri, regia di Mario Mattoli (1951)
- Persiane chiuse, regia di Luigi Comencini (1951)
- Solo per te Lucia, regia di Franco Rossi (1952)
- Canzoni a due voci, regia di Gianni Vernuccio (1953)
- Il mercante di Venezia, regia di Pierre Billon (1953)
- Traviata '53, regia di Vittorio Cottafavi (1953)
- Condannata senza colpa, regia di Luigi Latini De Marchi (1953)
- Le avventure di Cartouche, regia di Gianni Vernuccio (1954)
- Bertoldo, Bertoldino e Cacasenno, regia di Mario Amendola e Ruggero Maccari (1954)